# Колектор (гірська порода)
Колектор — гірська порода, здатна вміщати рідкі, газоподібні вуглеводні і віддавати їх у процесі розробки родовищ.
Колектор являє собою фізичне тіло, що складається зі скелета, складеного зцементованими зернами різних мінералів і порового простору, заповненого пластовими флюїдами, який має певні міцнісні властивості.

## Колектори карбонатні
Колектори карбонатні (від лат. carbo (carbonis) — вугілля) (рос. карбонатные коллекторы; англ. carbonate reservoirs; нім. Karbonatkollektore m pl) — колектори, представлені карбонатними породами (вапняками, доломітами і проміжними утвореннями) з великим розмаїттям порожнин і їх поєднань. К.к. мають здатність значно збільшувати свої фільтраційні і ємнісні властивості внаслідок штучного діяння на них соляною кислотою чи іншими реагентами. Див. карбонатні породи.

## Колектори мішаних типів
Колектори мішаних типів, (рос. коллекторы смешаных типов; англ. reservoir of compound types; нім. Mischkollektor m) — колектори, пустотні простори яких утворені одночасно двома або трьома видами порожнин і серед яких в геолого-промисловій практиці виділяють типи:
- тріщинно-поровий,
- тріщинно-кавернозний,
- тріщинно-порово-кавернозний,
- кавернозно-поровий.

Синонім — змішані колектори.

## Колектори кавернозного типу
Колектори кавернозного типу, (рос. коллекторы кавернозного типа; англ. reservoir of càvernous type; нім. Kavernöser Speicher m) — колектори, звичайно карбонатні, порожнинний простір яких утворюють каверни, з'єднані вузькими каналами або ізольовані один від одного з коефіцієнтом відкритої пористості, що змінюється в широких межах — від тисячних часток одиниці до 0,2 і більше. Виникають при розчиненні або перекристалізації речовин гірської породи.
Синоніми: колектори кавернового типу, кавернозні колектори, кавернові колектори.

## Колектори порового типу
Колектори порового типу, (від лат. collector — збирач; від грец. πόρος — прохід, отвір; від грец. τϋρος — слід, відбиток) (рос. коллекторы порового типа; англ. reservoir of porous type; нім. Dampfsammler m) — колектори (пісок, пісковик, алевроліт, перевідкладена карбонатна порода), порожнинний простір яких утворено міжґранулярними (міжзерновими, первинними) порами, які звичайно володіють проникністю за коефіцієнта пористості понад 9-10 % і відносною ізотропністю фільтрації по порових каналах.
Синоніми — колектори нормального типу, порові колектори, ґранулярні колектори.

## Колектори тріщинні
Колектори тріщинні, (рос. трещиноватые коллекторы; англ. fractured (fissured) reservoirs; нім. kluftige Speicher m, Kluftspeicher m, kluftige Träger m) — пласти-колектори, ємність яких представлена тріщинами.

## Колектори тріщинно-кавернозні
Колектори тріщинно-кавернозні, (рос. коллекторы трещиновато-кавернозные; англ. cavernous fractured reservoirs; нім. kluftig-kavernös Speicher m) — колектори, в яких поряд з кавернозністю і мікротрі-щинуватістю, що властиві колекторам кавернозного типу, істотну роль відіграють макротріщини в доломітах кавернозних, щільних, дрібно- і тонкозернистих, а також у вапняках і мергелях в різній мірі доломітизованих, щільних.

## Колектори тріщинувато-нормальні
Колектори тріщинувато-нормальні, (рос. коллекторы трещиновато-нормальные; . англ. normal ractured reservoirs, нім. kluftig-normale Speicher m — Див. колектори тріщинувато-порові.

## Колектори тріщинувато-порові
Колектори тріщинувато-порові, (рос. трещиновато-поровые коллекторы; англ. porous fractured reservoirs; нім. kluftig-poröse Speicher m) — колектори, в яких нафта міститься головним чином у міжзернових порах матриці, а провідником нафти до свердловин є система вторинних тріщин. Такі колектори представлені щільними пісковиками, алевролітами, перевідкладеними карбонатними породами.

## Колектори тріщинно-порово-кавернозні
Колектори тріщинно-порово-кавернозні, (рос. коллекторы трещиновато-порово-кавернозные; англ. cavernous porous fractured reservoirs; нім. kluftig-porös-kavernöse Speicher m) — колектори, головним чином карбонатні, пустотний простір яких представлено порами, кавернами, тріщинами і в яких тріщини, маючи невелику ємність, відіграють, напевно, головну роль в складній системі фільтрації.

## Нестійкість порід-колекторів
Нестійкість порід-колекторів, (рос. неустойчивость пород-коллекторов; англ. unstability of reservoir rocks; нім. Unstabilität f von Kollektorgesteinen) — руйнування порід у привибійній зоні в процесі експлуатації свердловини внаслідок послаблення механічних зв'язків між частинками породи в результаті розмивальної дії фільтрувальної рідини (газу), котрі при-зводять іноді до утворення каверни в продуктивному пласті, обвалення вищезалеглих глинистих порід, які, в свою чергу, можуть призводити до порушення цементного кільця свердловини, а іноді і до зім'яття обсадної колони.